# Revelation (Grimm)
Revelation  es el decimotercer episodio de la tercera temporada de la serie de televisión estadounidense Grimm. El guion principal del episodio fue coescrito por David Greenwalt y Jim Kouf, los creadores de la serie, y la dirección general estuvo a cargo de Terrence O'Hara. 
El episodio se transmitió originalmente el 28 de febrero del año 2014 por la cadena de televisión NBC como parte del regreso la serie tras la emisión de los juegos olímpicos de invierno. Mientras que en América Latina el episodio se estrenó el 10 de marzo del mismo año por el canal Universal Channel.
La trama del episodio continua explorando el conflicto desatado entre Monroe y sus padres, debido a los prejuicios de estos, luego de saber que su hijo tiene como mejor amigo a un grimm y pretende casarse con una fuchsbau. El argumento policial de la semana, continúa el enfrentamiento iniciado en el capítulo contra el trío de wildesheers, que han elegido a Nick como su presa. Mientras en tanto el capitán Renard hace lo posible por proteger a Adalind y a su potencial hijo al ordenarle a dos miembros de la Resistencia que la saquen del alcance de la familia real. 

## Título y epígrafe
El epígrafe de este capítulo es de fuente desconocida:

Versión en inglés
Still, after a short time the family's distress again worsened, and there was no relief anywhere in sight.
Versión en español
Al poco tiempo la agonía familiar empeoró, y no parecía haber solución a la vista.

## Argumento
Monroe consigue detener a sus padres y a Nick de confrontarse en su casa, pero los progenitores del último se sienten traicionados y molestos de saber que su hijo no solo está comprometido con una Fuchsbau, sino que también es un amigo de un Grimm y deciden marcharse indignados. Nick queda apenado por lo ocurrido y considera el marcharse para no molestar a su amigo Wesen. Pero Monroe presó de sus emociones le reclama a Nick que solo lo visite para ayudarlo en sus casos que involucran a Wesen por primera vez desde que los dos consolidaron su amistad. 
En Europa Stefania le hace una visita al príncipe Viktor para informarle que el embarazo de Adalind está más avanzado de lo anticipado y por lo tanto el bebé nacerá cuando mucho en dos días, revelándose de esa manera como un sirviente de las familias reales. Sebastien ve la visita del príncipe como algo sospechoso y le informa lo ocurrido a Renard, quien al enterarse de la presencia de Stefania de inmediato deduce que la vida de Adalind está en peligro y le ordena a su doble agente mantenerla a salvo antes de que sea tarde.
En Portland Monroe encuentra a Rosalee en la tienda de especias donde los dos discuten sobre los problemas que han causado su compromiso. Rosalee quiere que terminen su relación para no separar a su novio de sus padres, pero Monroe le comenta que ahora eso no es posible, confesándole la situación en la que sus padres terminaron conociendo a Nick. Al día siguiente Monroe decide confrontar a sus padres para comentarles que aun así esta firme en su decisión de casarse con Rosalee y que está dispuesto a deja que su familia se separe en el progreso, mientras que la noticia afecta a Alice, su esposo Bart por otra parte sigue aferrado a la forma de vida tradicional de su especie y deja que su hijo se marche triste y decepcionado de su reacción.
En viena, mientras Adalind intenta descansar recibe una llamada de Renard, quien aprovecha para comentarle que sabe de sus alianzas con Stefania y que esta tiene planeado traicionarla al entregarla con Viktor, que obviamente sabe sobre su embarazo de un bebe noble. Renard también le comenta sus sospechas de que el bebe es su hijo. Poco después llegan Sebastien y Meisner para ayudarla a escapar, pero como Renard lo había predicho, aparecen unos agentes del príncipe Viktor para llevarse a Adalind, obligando a Meisner a asesinar a uno ellos, mientras que Adalind mata al otro accidentalmente con su telequinesis.
En Portland, Nick recluta la ayuda de Juliette para que lo apoye a identificar al asesino de uniformados de quien sospecha que es un Wesen y sabe que le gusta arrancarle la copa de la cabeza a sus víctimas para hacerse un abrigo que le daría el poder de todos a los que mató. Pero Juliette vuelve a encontrar la misma información que Nick ya había encontrado. Mientras Nick es llamado para encontrarse con Renard, Hank y Wu en la escena de otro oficial asesinado como las demás víctimas. Juliette visita a Rosalee en la tienda para preguntarle como van las cosas con sus suegros y le cuenta sobre el caso de Nick. Monroe llega a la tienda y cuando escucha el modus operandi del mismo, se comunica con Nick para disculparse con él y le ofrece su ayuda tras concluir de que el wesen caza guerreros es un Wildesheer.
Mientras tanto Bart y Alice comienzan a tener una discusión luego de su charla con su hijo, aunque Alice desea quedarse para enmendar las cosas con Monroe, Bart no y decide irse de Portland. Sin embargo contrario a lo que él había dicho, va a la casa de Monroe para decirle su opinión de la amistad de su hijo con un Grimm. Pero Monroe ya no buscando la aprobación de su padre le dice que Nick es diferente como él y para cuando Nick llega a la casa, Monroe despide su padre. En la tienda de especias Alice tiene una conversación con Rosalee donde la blutbad reconoce que los dos están muy enamorados y de cierta manera se reconcilian al olfatearse mutuamente en sus respectivas woges.
En casa de Monroe, el blutbad revela que los Wildesheer son criaturas que buscan a sus víctimas y por lo tanto si lo que quieren es enfrentarse al asesino, primero tienen que ir a un lugar donde tengan ventaja. Los dos terminan escogiendo el depósito de autos donde esta el tráiler de la tía Marie. Allí Nick descubre que al parecer la única debilidad de los Wildesheer era ser rapados de su cabellera, la cual les confería sus poderes. Al no tener evidencias que prueban la teoría de los diarios Grimm y con la llegada no de uno sino de tres Wildesheer. Nick y Monroe se ven obligados a enfrentarse a los imparables wesen liberando una batalla en la que Bart interviene, dándole a los mismos la oportunidad de cortar el cabello de los Wildesheer, quienes mueren al instante. Bart queda impresionado de ver que Nick efectivamente es diferente a todo lo que conocía sobre los Grimm y argumenta que la presencia de los wesen que recién enfrentaron podría ser el presagio de algo más grande y peor en camino.
En viena, Adalind es llevada hasta el bosque con ayuda de Sebastien y Meisner. Dado que Sebastien entre los miembros de la resistencia es una espía interno, tiene que volver para guardar las apariencias. No sin antes dejar a Adalind y a Meisner en una ruta para dificultar su rastreo. Para cuando Viktor se entera del escape de Adalind, este manda ante su presencia a Stefania al creerla una traidora, pero la gitana se justifica y acusa a alguien más cercano de ser el responsable. Aunque Adalind y Meisner logran refugiarse en una cabaña alejada en el bosque, la primera comienza a tener contracciones en señales de que su hijo está listo para nacer.
De regreso en Portland Monroe junto a sus padres, su prometida Rosalee, Juliette y Nick comienzan a tener una cena familiar. Juliette trata de romper el hielo preguntando si ya hay fecha para la boda, provocando que todos los wesen presentes se transformen en señal de conmoción, orillando a Nick a intervenir para poder evitar otra posible riña.

## Elenco

### Principal
- David Giuntoli como Nick Burkhardt.
- Russell Hornsby como Hank Griffin.
- Bitsie Tulloch como Juliette Silverton.
- Silas Weir Mitchell como Monroe.
- Sasha Roiz como el capitán Renard.
- Reggie Lee como el Sgto Wu.
- Claire Coffee como Adalind Schade.

## Producción

### Continuidad
- Adalind entra en parto.
- Renard se mantiene abierto a que el hijo de Adalind también sea suyo.
- Stefania se revela como una aliada de Viktor.

## Recepción

### Audiencia
En el día de su transmisión original en los Estados Unidos por la NBC, el episodio fue visto por un total de 5.210.000 de telespectadores. No obstante el total de personas que vieron el episodio fue de 8.080.000 personas.

### Crítica
El episodio ha recibido críticas mixtas entre los críticos y los fanáticos de la serie:
Nick McHatton de TV Fanatic le dio al episodio cuatro estrellas de cinco posibles, argumentando que: "trajo algunas resoluciones de los cliffhangers en los que termino, pero colocando nuevas preguntas hacia al final." También agregó: "Incluso hubo algunos olfateos. Y aunque mucha de la tensión se liberó y puentes fueron construidos. La cena familiar fue rara y silenciosa, pero Nick finalmente podría ser un poco más reciproco en su amistad con Monroe al amenazar de forma Grimm a toda la familia en la mesa (mientras Juliette pregunta algunas decisiones-como la fecha de una boda- tal vez a la próxima le pregunte a Nick su arma favorita para matar wesen.)"
Kevin McFarland de AV Club le dio a episodio una A- en una categoría de la A a la F: "Pero como otros pocos episodios de segundas partes en Grimm (todos co escritos por los showrunners Jim Kouf y David Greenwalt), Estuve muy satisfecho con este, en especial en la segunda hora. Me encantaron mucho las historias en multi-episodios de Buffy y Ángel, y estoy comenzando a creer que este modo de narración le queda bien a Grimm también. Los escritores extienden la historia por dos horas en una manera que me hacen dudar de la posibilidad de la continuidad, solo para hacerme sentir tonto cuando el show pone algo compensante y humorístico. La escena de la [cena familiar] inicial en la temporada—con Hank, Rosalee, Monroe, Nick, y Juliette—es una de mis preferidas que el show ha hecho. La escena complementaria al final de episodio, presentó a tres parejas (Monrosalee, los padres de Monroe, y Nick/Juliette) es otra cosa, y la encontre deleitosa. El resto de la temporada seguramente será interrumpida por casos episódicos con Nick y Hank investigando y buscando la ayuda de Monrosalee, o incluso recurriendo al conocimiento veterinario de Juliette, pero “Revelation” fue mucho más allá de la versión de Grimm que tiene a su elenco entero bajo control con tal de llevar a la historia más lejos que como acostumbran".
Mary Ann Sleasman de TV.Com le dio al episodio una crítica positiva y comento: "Como conclusión de [Revelation,] los ultra-tradicionales padres de Monroe siguen sin apoyar a Monrosalee, pero al menos de veras lo están intentando. Algo así. Vimos que ellos no son TAN rígidos en sus creencias que hubieran rechazado a su hijo basándose en sus elecciones y O por Dios Grimm con su paralelismo entre los wesen progresivos versus los tradicionales y sus contrapartes humanas en la vida real. ¿Cuando se volvió tan profundo y pensativo este show? Es como si un día los escritores se levantaran y se percataran, [Oigan, tal vez las audiencias sean mas receptivas a historias sobre temas interesantes como matrimonios de mezcla de razas y alternativos estilos de vida desde que no escribimos esas historias de humanos o sociedades humanas,] que es básicamente como la ciencia ficción y la ficción especulativa llegaron a existir en primer lugar. Pueden desafiar lo establecido todo lo que quieran cuando, técnicamente no están escribiendo sobre lo establecido en el que viven."